# Danh sách quốc gia và vùng lãnh thổ theo đường biên giới trên bộ
Đây là 1 danh sách tổng hợp, gồm hầu hết các quốc gia và vùng lãnh thổ trên thế giới theo tiếp giáp biên giới trên đất liền.
Các quốc gia và vùng lãnh thổ chỉ được nối với nhau bởi những cây cầu hay đường đấp cao, sẽ không được tính đó là biên giới trên đất liền. phần ghi chú cuối trang sẽ cung cấp thông tin đầy đủ về tình trạng biên giới của các quốc gia và vùng lãnh thổ trên.

## Bảng danh sách
| Quốc gia & Vùng lãnh thổ (Các vùng lãnh thổ được in nghiêng) | Tổng chiều dài đường biên giới trên bộ (km) | Số đoạn biên giới trên bộ | Số quốc gia và vùng lãnh thổ tiếp giáp | Biên giới các nước láng giềng và chiều dài biên giới (Các vùng lãnh thổ được in nghiêng) (#) = Số đoạn biên giới |
| --- | ------------------------------------------- | ------------------------- | -------------------------------------- | --- |
| Vùng đất Adélie (Pháp) |                                             | 2                         | 1                                      | Lãnh thổ châu Nam Cực thuộc Úc (2) |
| Afghanistan | 5,529                                       | 6                         | 6                                      | Trung Quốc: 76 km · Iran: 936 km · Pakistan: 2,430 km · Tajikistan: 1,206 km · Turkmenistan: 744 km · Uzbekistan: 137 km |
| Akrotiri và Dhekelia (Anh) | 152                                         | 5                         | 1                                      | Síp (5): 152 km |
| Albania | 720                                         | 4                         | 4                                      | Hy Lạp: 282 km · Kosovo: 112 km · Macedonia: 151 km · Montenegro: 172 km |
| Algérie | 6,343                                       | 7                         | 7                                      | Libya: 982 km · Mali: 1,376 km · Mauritanie: 463 km · Maroc: 1,559 km · Niger: 956 km · Tunisia: 965 km · Tây Sahara: 42 km |
| Samoa thuộc Mỹ | 0                                           | 0                         | 0                                      | |
| Andorra | 120.3                                       | 2                         | 2                                      | Pháp: 56.6 km · Tây Ban Nha: 63.7 km |
| Angola | 5,198                                       | 5                         | 4                                      | Cộng hòa Dân chủ Congo (2): 2,511 km · Cộng hòa Congo: 201 km · Namibia: 1,376 km · Zambia: 1,110 km |
| Anguilla (Anh) | 0                                           | 0                         | 0                                      | |
| Antártica Chilena Province (Chile) |                                             | 2                         | 2                                      | Lãnh thổ châu Nam cực thuộc Argentina · Lãnh thổ châu Nam Cực thuộc Anh |
| Antigua và Barbuda | 0                                           | 0                         | 0                                      | |
| Argentina | 9,665                                       | 6                         | 5                                      | Bolivia: 832 km · Brazil: 1,224 km · Chile (2): 5,300 km · Paraguay: 1,880 km · Uruguay: 579 km |
| Armenia | 1,254                                       | 5                         | 4                                      | Azerbaijan (6): 787 km · Georgia: 164 km · Iran: 35 km · Thổ Nhĩ Kỳ: 268 km |
| Aruba (Hà Lan) | 0                                           | 0                         | 0                                      | |
| Quần đảo Ashmore và Cartier (Úc) | 0                                           | 0                         | 0                                      | |
| Úc | 0                                           | 0                         | 0                                      | |
| Lãnh thổ Nam Cực của Úc | 0                                           | 4                         | 3                                      | Vùng đất Adélie (Pháp) (2) Queen Maud Land (Na Uy) Ross Dependency (New Zealand) |
| Áo | 2,562                                       | 8                         | 8                                      | Cộng hòa Séc: 362 km · Đức: 784 km · Hungary: 366 km · Ý: 430 km · Liechtenstein: 35 km · Slovakia: 91 km · Slovenia: 330 km · Thụy Sĩ (2): 164 km |
| Azerbaijan | 2,013                                       | 7                         | 5                                      | Armenia (6): 787 km · Georgia: 322 km · Iran (2): 432 km · Nga: 284 km · Thổ Nhĩ Kỳ: 9 km |
| Azores (Bồ Đào Nha) | 0                                           | 0                         | 0                                      | |
| Bahamas | 0                                           | 0                         | 0                                      | |
| Bahrain | 0                                           | 0                         | 0                                      | |
| (Mỹ) | 0                                           | 0                         | 0                                      | |
| Bangladesh | 4,246                                       | 2                         | 2                                      | Myanmar: 193 km · Ấn Độ (199): 4,053 km |
| Barbados | 0                                           | 0                         | 0                                      | |
| Bassas da India, Đảo Europa, và Đảo Juan de Nova (Pháp) | 0                                           | 0                         | 0                                      | |
| Belarus | 2,900                                       | 5                         | 5                                      | Latvia: 141 km · Litva: 502 km · Ba Lan: 407 km · Nga: 959 km · Ukraina: 891 km |
| Bỉ | 1,385                                       | 4                         | 4                                      | Pháp: 620 km · Đức (6): 167 km · Luxembourg: 148 km · Hà Lan (31): 450 km |
| Belize | 516                                         | 2                         | 2                                      | Guatemala: 266 km · México: 250 km |
| Bénin | 1,989                                       | 4                         | 4                                      | Burkina Faso: 306 km · Niger: 266 km · Nigeria: 773 km · Togo: 644 km |
| Bermuda (Anh) | 0                                           | 0                         | 0                                      | |
| Bhutan | 1,075                                       | 2                         | 2                                      | Trung Quốc: 470 km · Ấn Độ: 605 km |
| Bolivia | 6,743                                       | 5                         | 5                                      | Argentina: 832 km · Brazil: 3,400 km · Chile: 861 km · Paraguay: 750 km · Peru: 900 km |
| Bosnia và Herzegovina | 1,459                                       | 3                         | 3                                      | Croatia: 932 km · Montenegro: 225 km · Serbia (2): 302 km |
| Botswana | 4,015                                       | 4                         | 4                                      | Namibia: 1,360 km · Cộng hòa Nam Phi: 1,840 km · Zambia: 0.15 km · Zimbabwe: 813 km |
| Đảo Bouvet | 0                                           | 0                         | 0                                      | |
| Brazil | 14,691                                      | 10                        | 10                                     | Argentina: 1,224 km · Bolivia: 3,400 km · Colombia: 1,643 km · Guiana thuộc Pháp: 673 km · Guyana: 1,119 km · Paraguay: 1,290 km · Peru: 1,560 km · Suriname: 597 km · Uruguay: 985 km · Venezuela: 2,200 km |
| Lãnh thổ châu Nam Cực thuộc Anh |                                             | 3                         | 3                                      | Antártica Chilena Province (Chile) · Lãnh thổ châu Nam Cực thuộc Argentina · Queen Maud Land (Na Uy) |
| Lãnh thổ Ấn Độ Dương thuộc Anh | 0                                           | 0                         | 0                                      | |
| Quần đảo Virgin thuộc Anh | 0                                           | 0                         | 0                                      | |
| Brunei | 381                                         | 2                         | 1                                      | Malaysia (2): 381 km |
| Bulgaria | 1,808                                       | 5                         | 5                                      | Hy Lạp: 494 km · Macedonia: 148 km · România: 608 km · Serbia: 318 km · Thổ Nhĩ Kỳ: 240 km |
| Burkina Faso | 3,193                                       | 6                         | 6                                      | Bénin: 306 km · Bờ Biển Ngà: 584 km · Ghana: 549 km · Mali: 1,000 km · Niger: 628 km · [ Togo: 126 km |
| Myanmar | 5,876                                       | 5                         | 5                                      | Bangladesh: 193 km · Trung Quốc: 2,185 km · Ấn Độ: 1,463 km · Lào: 235 km · Thái Lan: 1,800 km |
| Burundi | 974                                         | 3                         | 3                                      | Cộng hòa Dân chủ Congo: 233 km · Rwanda: 290 km · Tanzania: 451 km |
| Campuchia | 2,572                                       | 3                         | 3                                      | Lào: 541 km · Thái Lan: 803 km · Việt Nam: 1,228 km |
| Cameroon | 4,591                                       | 6                         | 6                                      | Cộng hòa Trung Phi: 797 km · Chad: 1,094 km · Cộng hòa Congo: 523 km · Guinea Xích đạo: 189 km · Gabon: 298 km · Nigeria: 1,690 km |
| Canada | 8,893                                       | 2                         | 1                                      | Hoa Kỳ (2): 8,893 km |
| Cape Verde | 0                                           | 0                         | 0                                      | |
| Quần đảo Cayman (Anh) | 0                                           | 0                         | 0                                      | |
| Cộng hòa Trung Phi | 5,203                                       | 6                         | 6                                      | Cameroon: 797 km · Chad: 1,197 km · Cộng hòa Dân chủ Congo: 1,577 km · Cộng hòa Congo: 467 km · Nam Sudan: 692 km · Sudan: 483 km |
| Chad | 5,968                                       | 6                         | 6                                      | Cameroon: 1,094 km · Cộng hòa Trung Phi: 1,197 km · Libya: 1,055 km · Niger: 1,175 km · Nigeria: 87 km · Sudan: 1,360 km |
| Chile | 6,171                                       | 4                         | 3                                      | Argentina (2): 5,300 km · Bolivia: 861 km · Peru: 160 km |
| Trung Quốc | 22,147                                      | 19                        | 16                                     | Afghanistan: 76 km · Bhutan: 470 km · Myanmar: 2,185 km · Hồng Kông (Trung Quốc): 30 km · Ấn Độ (3): 3,380 km · Kazakhstan: 1,533 km · Cộng hòa Dân chủ Nhân dân Triều Tiên: 1,416 km · Kyrgyzstan: 858 km · Lào: 423 km · Macao (Trung Quốc): 0.34 km · Mông Cổ: 4,677 km · Nepal: 1,236 km · Pakistan: 523 km · Nga (2): 3,645 km · Tajikistan: 414 km · Việt Nam: 1,281 km        |
| Đảo Christmas (Úc) | 0                                           | 0                         | 0                                      | |
| Đảo Clipton (Pháp) | 0                                           | 0                         | 0                                      | |
| Quần đảo Cocos (Keeling) (Úc) | 0                                           | 0                         | 0                                      | |
| Colombia | 6,004                                       | 5                         | 5                                      | Brazil: 1,643 km · Ecuador: 590 km · Panama: 225 km · Peru: 1,496 km · Venezuela: 2,050 km |
| Comoros | 0                                           | 0                         | 0                                      | |
| Cộng hòa Dân chủ Congo | 10,730                                      | 10                        | 9                                      | Angola (2): 2,511 km · Burundi: 233 km · Cộng hòa Trung Phi: 1,577 km · Cộng hòa Congo: 2,410 km · Rwanda: 217 km · Nam Sudan: 628 km · Tanzania: 459 km · Uganda: 765 km · Zambia: 1,930 km |
| Cộng hòa Congo | 5,504                                       | 5                         | 5                                      | Angola: 201 km · Cameroon: 523 km · Cộng hòa Trung Phi: 467 km · Cộng hòa Dân chủ Congo: 2,410 km · Gabon: 1,903 km |
| Quần đảo Cook | 0                                           | 0                         | 0                                      | |
| Costa Rica | 639                                         | 2                         | 2                                      | Nicaragua: 309 km · Panama: 330 km |
| Bờ Biển Ngà | 3,110                                       | 5                         | 5                                      | Burkina Faso: 584 km · Ghana: 668 km · Guinea: 610 km · Liberia: 716 km · Mali: 532 km |
| Croatia | 2,197                                       | 5                         | 5                                      | Bosnia và Herzegovina: 932 km · Hungary: 329 km · Montenegro: 25 km · Serbia: 241 km · Slovenia: 670 km |
| Quần đảo Crozet (Pháp) | 0                                           | 0                         | 0                                      | |
| Cuba | 0                                           | 0                         | 0                                      | |
| Curaçao (Hà Lan) | 0                                           | 0                         | 0                                      | |
| Cộng hòa Dominican | 360                                         | 1                         | 1                                      | Haiti |
| Síp | 152 km                                      | 5                         | 1                                      | Akrotiri và Dhekelia (Anh) (5) |
| Bắc Síp |                                             | 2                         | 2                                      | Akrotiri và Dhekelia (Anh) · Síp |
| Cộng hòa Séc | 1,881                                       | 4                         | 4                                      | Áo: 362 km · Đức: 815 km · Ba Lan: 658 km · Slovakia: 215 km |
| Đan Mạch | 68                                          | 1                         | 1                                      | Đức |
| Djibouti | 516                                         | 3                         | 3                                      | Eritrea: 109 km · Ethiopia: 349 km · Somalia: 58 km |
| Dominica | 0                                           | 0                         | 0                                      | |
| Đông Timor | 228                                         | 2                         | 1                                      | Indonesia (2): 228 km |
| Ecuador | 2,010                                       | 2                         | 2                                      | Colombia: 590 km · Peru: 1,420 km |
| Ai Cập | 2,665                                       | 4                         | 4                                      | Dải Gaza (Lãnh thổ Palestine): 11 km · Israel: 266 km · Libya: 1,115 km · Sudan: 1,273 km |
| El Salvador | 545                                         | 2                         | 2                                      | Guatemala: 203 km · Honduras: 342 km |
| Guinea Xích đạo | 539                                         | 2                         | 2                                      | Cameroon: 189 km · Gabon: 350 km |
| Eritrea | 1,626                                       | 3                         | 3                                      | Djibouti: 109 km · Ethiopia: 912 km · Sudan: 605 km |
| Estonia | 633                                         | 2                         | 2                                      | Latvia: 339 km · Nga: 294 km |
| Ethiopia | 5,328                                       | 6                         | 6                                      | Djibouti: 349 km · Eritrea: 912 km · Kenya: 861 km · Somalia: 1,600 km · Nam Sudan: 883 km · Sudan: 723 km |
| Liên minh châu Âu | 13,180                                      | 24                        | 19                                     | Albania: 282 km · Andorra: 120.3 km · Belarus: 1,050 km · Brazil: 673 km · Croatia: 999 km · Liechtenstein: 34.9 km · Macedonia: 394 km · Moldova: 450 km · Monaco: 4.4 km · Maroc (3): 16 km · Na Uy: 2,348 km · Nga (3): 2,257 km · San Marino: 39 km · Serbia: 945 km · Suriname: 510 km · Thụy Sĩ: 1,811 km · Thổ Nhĩ Kỳ: 446 km · Ukraina (2): 1,257 km · Thành Vatican: 3.2 km |
| Quần đảo Falkland (Anh) | 0                                           | 0                         | 0                                      | |
| Quần đảo Faroe (Đan Mạch) | 0                                           | 0                         | 0                                      | |
| Fiji | 0                                           | 0                         | 0                                      | |
| Phần Lan | 2,690                                       | 3                         | 3                                      | Na Uy: 736 km · Thụy Điển: 614 km · Nga: 1,340 km |
| Pháp | 2,889                                       | 9                         | 8                                      | Andorra: 56.6 km · Bỉ: 620 km · Đức: 451 km · Ý: 488 km · Luxembourg: 73 km · Monaco: 4.4 km · Tây Ban Nha (3): 623 km · Thụy Sĩ: 573 km |
| Pháp (bao gồm các bộ phận, tập thể và lãnh thổ ở nước ngoài của Pháp) bao gồm: · →Đảo Clipton · → Guiana thuộc Pháp · → Polynesia thuộc Pháp · → Vùng đất phía Nam và châu Nam Cực thuộc Pháp · → Guadeloupe · → Martinique · → Mayotte · → New Caledonia · → Réunion · → Saint Barthélemy · → Saint Martin · → Saint Pierre và Miquelon · → Wallis và Futuna | 4,082                                       | 12                        | 11                                     | Andorra: 56.6 km · Bỉ: 620 km · Brazil: 673 km · Đức: 451 km · Ý: 488 km · Luxembourg: 73 km · Monaco: 4.4 km · Sint Maarten (Hà Lan): 10.2 km · Tây Ban Nha (3): 623 km · Suriname: 510 km · Thụy Sĩ: 573 km |
| Guiana thuộc Pháp | 1,183                                       | 2                         | 2                                      | Brazil: 673 km · Suriname: 510 km |
| Polynesia thuộc Pháp | 0                                           | 0                         | 0                                      | |
| Vùng đất phía Nam và châu Nam Cực thuộc Pháp (Pháp) | 0                                           | 0                         | 0                                      | |
| Gabon | 2,551                                       | 3                         | 3                                      | Cameroon: 298 km · Cộng hòa Congo: 1,903 km · Guinea Xích đạo: 350 km |
| Gambia | 740                                         | 1                         | 1                                      | Sénégal: 740 km |
| Dải Gaza (Lãnh thổ Palestine) | 62                                          | 2                         | 2                                      | Ai Cập: 11 km · Israel: 51 km |
| Georgia | 1,461                                       | 4                         | 4                                      | Armenia: 164 km · Azerbaijan: 322 km · Nga: 723 km · Thổ Nhĩ Kỳ: 252 km |
| Đức | 3,621                                       | 9                         | 9                                      | Áo: 784 km · Bỉ (6): 167 km · Cộng hòa Séc: 815 km · Đan Mạch: 68 km · Pháp: 451 km · Luxembourg: 138 km · Hà Lan: 577 km · Ba Lan: 456 km · Thụy Sĩ (2): 334 km |
| Ghana | 2,094                                       | 3                         | 3                                      | Burkina Faso: 549 km · Bờ Biển Ngà: 668 km · Togo: 877 km |
| Gibraltar (Anh) | 1.2                                         | 1                         | 1                                      | Tây Ban Nha: 1.2 km |
| Quần đảo Glorioso (Pháp) | 0                                           | 0                         | 0                                      | |
| Hy Lạp | 1,228                                       | 4                         | 4                                      | Albania: 282 km · Bulgaria: 494 km · Thổ Nhĩ Kỳ: 206 km · Macedonia: 246 km |
| Greenland (Đan Mạch) | 0                                           | 0                         | 0                                      | |
| Grenada | 0                                           | 0                         | 0                                      | |
| Guadeloupe (Pháp) | 0                                           | 0                         | 0                                      | |
| Guam (Mỹ) | 0                                           | 0                         | 0                                      | |
| Guatemala | 1,687                                       | 4                         | 4                                      | Belize: 266 km · El Salvador: 203 km · Honduras: 256 km · México: 962 km |
| Guernsey (Anh) | 0                                           | 0                         | 0                                      | |
| Guinea | 3,399                                       | 6                         | 6                                      | Bờ Biển Ngà: 610 km · Guiné-Bissau: 386 km · Liberia: 563 km · Mali: 858 km · Sénégal: 330 km · Sierra Leone: 652 km |
| Guiné-Bissau | 724                                         | 2                         | 2                                      | Guinea: 386 km · Sénégal: 338 km |
| Guyana | 2,462                                       | 3                         | 3                                      | Brazil: 1,119 km · Suriname: 600 km · Venezuela: 743 km |
| Haiti | 360                                         | 1                         | 1                                      | Cộng hòa Dominican: 360 km |
| Đảo Heard và quần đảo McDonald (Úc) | 0                                           | 0                         | 0                                      | |
| Honduras | 1,520                                       | 3                         | 3                                      | Guatemala: 256 km · El Salvador: 342 km · Nicaragua: 922 km |
| Hồng Kông (Trung Quốc) | 30                                          | 1                         | 1                                      | Trung Quốc: 30 km |
| Đảo Howland và Đảo Baker (Mỹ) | 0                                           | 0                         | 0                                      | |
| Hungary | 2,171                                       | 7                         | 7                                      | Áo: 366 km · Croatia: 329 km · România: 443 km · Serbia: 151 km · Slovakia: 677 km · Slovenia: 102 km · Ukraina: 103 km |
| Iceland | 0                                           | 0                         | 0                                      | |
| Île Saint-Paul và Đảo Amsterdam (Pháp) | 0                                           | 0                         | 0                                      | |
| Ấn Độ | 14,103.1                                    | 9                         | 7                                      | Afghanistan: 106 km · Bangladesh (199): 4,053 km · Bhutan: 605 km · Myanmar: 1,463 km · Trung Quốc (3): 3,380 km · Nepal: 1,690 km · Pakistan: 2,912 km · Sri Lanka: 0.1 km |
| Indonesia | 2,830                                       | 4                         | 3                                      | Đông Timor (2): 228 km · Malaysia: 1,782 km · Papua New Guinea: 820 km |
| Iran | 5,440                                       | 8                         | 7                                      | Afghanistan: 936 km · Armenia: 35 km · Azerbaijan (2): 432 km · Iraq: 1,458 km · Pakistan: 909 km · Thổ Nhĩ Kỳ: 499 km · Turkmenistan: 992 km |
| Iraq | 3,650                                       | 6                         | 6                                      | Iran: 1,458 km · Jordan: 181 km · Kuwait: 240 km · Ả Rập Xê Út: 814 km · Syria: 605 km · Thổ Nhĩ Kỳ: 352 km |
| Ireland | 360                                         | 1                         | 1                                      | Vương quốc Liên hiệp Anh và Bắc Ireland: 360 km |
| Đảo Man (Anh) | 0                                           | 0                         | 0                                      | |
| Israel | 1,017                                       | 6                         | 5                                      | Ai Cập: 266 km · Dải Gaza (Lãnh thổ Palestine): 51 km · Jordan: 238 km · Liban: 79 km · Syria: 76 km · Bờ Tây (Lãnh thổ Palestine): 307 km |
| Ý | 1,932                                       | 6                         | 6                                      | Áo: 430 km · Pháp: 488 km · San Marino: 39 km · Slovenia: 232 km · Thụy Sĩ (2): 740 km · Thành Vatican: 3.2 km |
| Jamaica | 0                                           | 0                         | 0                                      | |
| Nhật Bản | 0                                           | 0                         | 0                                      | |
| Đảo Jarvis (Mỹ) | 0                                           | 0                         | 0                                      | |
| Jersey | 0                                           | 0                         | 0                                      | |
| Johnston Atoll (Mỹ) | 0                                           | 0                         | 0                                      | |
| Jordan | 1,635                                       | 5                         | 5                                      | Iraq: 181 km · Israel: 238 km · Ả Rập Xê Út: 744 km · Syria: 375 km · Bờ Tây (Lãnh thổ Palestine): 97 km |
| Kazakhstan | 12,012                                      | 5                         | 5                                      | Trung Quốc: 1,533 km · Kyrgyzstan: 1,051 km · Nga: 6,846 km · Turkmenistan: 379 km · Uzbekistan: 2,203 km |
| Kenya | 3,477                                       | 5                         | 5                                      | Ethiopia: 861 km · Somalia: 682 km · Nam Sudan: 232 km · Tanzania: 769 km · Uganda: 933 km |
| Quần đảo Kerguelen (Pháp) | 0                                           | 0                         | 0                                      | |
| Rạn san hô Kingman và rạn san hô Palmyra (Mỹ) | 0                                           | 0                         | 0                                      | |
| Kiribati | 0                                           | 0                         | 0                                      | |
| Cộng hòa Dân chủ Nhân dân Triều Tiên | 1,673                                       | 3                         | 3                                      | Trung Quốc: 1,416 km · Hàn Quốc: 238 km · Nga: 19 km |
| Hàn Quốc | 238                                         | 1                         | 1                                      | Cộng hòa Dân chủ Nhân dân Triều Tiên: 238 km |
| Kosovo | 701                                         | 4                         | 4                                      | Albania: 112 km · Macedonia: 159 km · Montenegro: 79 km · Serbia: 352 km |
| Kuwait | 462                                         | 2                         | 2                                      | Iraq: 240 km · Ả Rập Xê Út: 222 km |
| Kyrgyzstan | 3,878                                       | 4                         | 4                                      | Trung Quốc: 858 km · Kazakhstan: 1,051 km · Tajikistan (3): 870 km · Uzbekistan (6): 1,099 km |
| Lào | 5,083                                       | 5                         | 5                                      | Myanmar: 235 km · Campuchia: 541 km · Trung Quốc: 423 km · Thái Lan: 1,754 km · Việt Nam: 2,130 km |
| Latvia | 1,150                                       | 4                         | 4                                      | Belarus: 141 km · Estonia: 339 km · Litva: 453 km · Nga: 217 km |
| Liban | 454                                         | 2                         | 2                                      | Israel: 79 km · Syria: 375 km |
| Lesotho | 909                                         | 1                         | 1                                      | Cộng hòa Nam Phi: 909 km |
| Liberia | 1,585                                       | 3                         | 3                                      | Guinea: 563 km · Bờ Biển Ngà: 716 km · Sierra Leone: 306 km |
| Libya | 4,348                                       | 6                         | 6                                      | Algérie: 982 km · Chad: 1,055 km · Ai Cập: 1,115 km · Niger: 354 km · Sudan: 383 km · Tunisia: 459 km |
| Liechtenstein | 76                                          | 2                         | 2                                      | Áo: 34.9 km · Thụy Sĩ: 41.1 km |
| Litva | 1,273                                       | 4                         | 4                                      | Belarus: 502 km · Latvia: 453 km · Ba Lan: 91 km · Nga: 227 km |
| Luxembourg | 359                                         | 3                         | 3                                      | Bỉ: 148 km · Pháp: 73 km · Đức: 138 km |
| Macao (Trung Quốc) | 0.34                                        | 1                         | 1                                      | Trung Quốc: 0.34 km |
| Macedonia | 766                                         | 5                         | 5                                      | Albania: 151 km · Bulgaria: 148 km · Hy Lạp: 246 km · Kosovo: 159 km · Serbia: 62 km |
| Đảo Macquarie (Úc) | 0                                           | 0                         | 0                                      | |
| Madagascar | 0                                           | 0                         | 0                                      | |
| Madeira (Bồ Đào Nha) | 0                                           | 0                         | 0                                      | |
| Malawi | 2,881                                       | 3                         | 3                                      | Mozambique: 1,569 km · Tanzania: 475 km · Zambia: 837 km |
| Malaysia | 3,147                                       | 4                         | 3                                      | Brunei (2): 381 km · Indonesia: 1,782 km · Thái Lan: 506 km |
| Maldives | 0                                           | 0                         | 0                                      | |
| Mali | 7,243                                       | 7                         | 7                                      | Algérie: 1,376 km · Burkina Faso: 1,000 km · Guinea: 858 km · Bờ Biển Ngà: 532 km · Mauritanie: 2,237 km · Niger: 821 km · Sénégal: 419 km |
| Malta | 0                                           | 0                         | 0                                      | |
| Quần đảo Marshall | 0                                           | 0                         | 0                                      | |
| Martinique (Pháp) | 0                                           | 0                         | 0                                      | |
| Mauritanie | 5,074                                       | 4                         | 4                                      | Algérie: 463 km · Mali: 2,237 km · Sénégal: 813 km · Tây Sahara: 1,561 km |
| Mauritius | 0                                           | 0                         | 0                                      | |
| Mayotte (Pháp) | 0                                           | 0                         | 0                                      | |
| México | 4,353                                       | 3                         | 3                                      | Belize: 250 km · Guatemala: 962 km · Hoa Kỳ: 3,141 km |
| Liên bang Micronesia | 0                                           | 0                         | 0                                      | |
| Midway Atoll (Mỹ) | 0                                           | 0                         | 0                                      | |
| Moldova | 1,389                                       | 2                         | 2                                      | România: 450 km · Ukraina: 939 km |
| Monaco | 4.4                                         | 1                         | 1                                      | Pháp: 4.4 km |
| Mông Cổ | 8,220                                       | 2                         | 2                                      | Trung Quốc: 4,677 km · Nga: 3,543 km |
| Montenegro | 625                                         | 5                         | 5                                      | Albania: 172 km · Bosnia và Herzegovina: 225 km · Croatia: 25 km · Kosovo: 79 km · Serbia: 124 km |
| Montserrat (Anh) | 0                                           | 0                         | 0                                      | |
| Maroc | 2,018                                       | 5                         | 3                                      | Algérie: 1,559 km · Tây Sahara: 443 km · Tây Ban Nha (3): 17 km |
| Mozambique | 4,571                                       | 6                         | 6                                      | Malawi: 1,569 km · Cộng hòa Nam Phi (2): 491 km · Swaziland: 105 km · Tanzania: 756 km · Zambia: 419 km · Zimbabwe: 1,231 km |
| Cộng hòa Nagorno-Karabakh |                                             | 1                         | 1                                      | Azerbaijan |
| Namibia | 3,936                                       | 4                         | 4                                      | Angola: 1,376 km · Botswana: 1,360 km · Cộng hòa Nam Phi: 967 km · Zambia: 233 km |
| Nauru | 0                                           | 0                         | 0                                      | |
| Đảo Navassa (Mỹ) | 0                                           | 0                         | 0                                      | |
| Nepal | 2,926                                       | 2                         | 2                                      | Trung Quốc: 1,236 km · Ấn Độ: 1,690 km |
| Hà Lan | 1,027                                       | 2                         | 2                                      | Bỉ (31): 450 km · Đức: 577 km |
| Hà Lan và: · → Aruba · → Curaçao · → Hà Lan (kể cả Caribe thuộc Hà Lan) · → Sint Maarten | 1037                                        | 3                         | 3                                      | Bỉ: 450 km · Đức: 577 km · Saint Martin (Pháp): 10.2 km |
| New Caledonia (Pháp) | 0                                           | 0                         | 0                                      | |
| New Zealand | 0                                           | 0                         | 0                                      | |
| Nicaragua | 1,231                                       | 2                         | 2                                      | Costa Rica: 309 km · Honduras: 922 km |
| Niger | 5,697                                       | 7                         | 7                                      | Algérie: 956 km · Bénin: 266 km · Burkina Faso: 628 km · Chad: 1,175 km · Libya: 354 km · Mali: 821 km · Nigeria: 1,497 km |
| Nigeria | 4,047                                       | 4                         | 4                                      | Bénin: 773 km · Cameroon: 1,690 km · Chad: 87 km · Niger: 1,497 km |
| Niue | 0                                           | 0                         | 0                                      | |
| Đảo Norfolk (Úc) | 0                                           | 0                         | 0                                      | |
| Quần đảo Bắc Mariana (Mỹ) | 0                                           | 0                         | 0                                      | |
| Na Uy | 2,551                                       | 3                         | 3                                      | Phần Lan: 736 km · Thụy Điển: 1,619 km · Nga: 196 km |
| Oman | 1,374                                       | 5                         | 3                                      | Ả Rập Xê Út: 676 km · Các Tiểu vương quốc Ả Rập Thống nhất (3): 410 km · Yemen: 288 km |
| Pakistan | 6,774                                       | 4                         | 4                                      | Afghanistan: 2,430 km · Trung Quốc: 523 km · Ấn Độ: 2,912 km · Iran: 909 km |
| Palau | 0                                           | 0                         | 0                                      | |
| Chính quyền Dân tộc Palestine | 466                                         | 4                         | 3                                      | Ai Cập: 11 km · Israel (2): 358 km · Jordan: 97 km |
| Panama | 555                                         | 2                         | 2                                      | Colombia: 225 km · Costa Rica: 330 km |
| Papua New Guinea | 820                                         | 1                         | 1                                      | Indonesia: 820 km |
| Paraguay | 3,920                                       | 3                         | 3                                      | Argentina: 1,880 km · Bolivia: 750 km · Brazil: 1,290 km |
| Peru | 5,536                                       | 5                         | 5                                      | Bolivia: 900 km · Brazil: 1,560 km · Chile: 160 km · Colombia: 1,496 km · Ecuador: 1,420 km |
| Đảo Peter I (Na Uy) | 0                                           | 0                         | 0                                      | |
| Philippines | 0                                           | 0                         | 0                                      | |
| Quần đảo Pitcairn (Anh) | 0                                           | 0                         | 0                                      | |
| Ba Lan | 2,788                                       | 7                         | 7                                      | Belarus: 407 km · Cộng hòa Séc: 658 km · Đức: 456 km · Litva: 91 km · Nga: 206 km · Slovakia: 444 km · Ukraina: 526 km |
| Bồ Đào Nha | 1,214                                       | 1                         | 1                                      | Tây Ban Nha: 1,214 km |
| Puerto Rico (Mỹ) | 0                                           | 0                         | 0                                      | |
| Qatar | 60                                          | 1                         | 1                                      | Ả Rập Xê Út: 60 km |
| Queen Maud Land (Na Uy) |                                             | 2                         | 2                                      | Lãnh thổ châu Nam Cực thuộc Úc · Lãnh thổ châu Nam Cực thuộc Anh |
| Réunion (Pháp) | 0                                           | 0                         | 0                                      | |
| România | 2,508                                       | 6                         | 5                                      | Bulgaria: 608 km · Hungary: 443 km · Moldova: 450 km · Serbia: 476 km · Ukraina (2): 531 km |
| Ross Dependency (New Zealand) |                                             | 1                         | 1                                      | Lãnh thổ châu Nam Cực thuộc Úc |
| Nga | 20,017                                      | 15                        | 14                                     | Azerbaijan: 284 km · Belarus: 959 km · Trung Quốc (2): 3,645 km · Estonia: 294 km · Phần Lan: 1,340 km · Georgia: 723 km · Kazakhstan: 6,846 km · Cộng hòa Dân chủ Nhân dân Triều Tiên: 19 km · Latvia: 217 km · Litva: 227 km · Mông Cổ: 3,485 km · Na Uy: 196 km · Ba Lan: 206 km · Ukraina: 1,576 km                                                                              |
| Rwanda | 893                                         | 4                         | 4                                      | Burundi: 290 km · Cộng hòa Dân chủ Congo: 217 km · Tanzania: 217 km · Uganda: 169 km |
| Saint Barthélemy (Pháp) | 0                                           | 0                         | 0                                      | |
| Saint Helena, Ascension và Tristan da Cunha (Anh) | 0                                           | 0                         | 0                                      | |
| Saint Kitts và Nevis | 0                                           | 0                         | 0                                      | |
| Saint Lucia | 0                                           | 0                         | 0                                      | |
| Saint Martin | 10.2                                        | 1                         | 1                                      | Sint Maarten (Hà Lan): 10.2 km |
| Saint Pierre và Miquelon (Pháp) | 0                                           | 0                         | 0                                      | |
| Saint Vincent và Grenadines | 0                                           | 0                         | 0                                      | |
| Samoa | 0                                           | 0                         | 0                                      | |
| San Marino | 39                                          | 1                         | 1                                      | Ý: 39 km |
| São Tomé và Príncipe | 0                                           | 0                         | 0                                      | |
| Ả Rập Xê Út | 4,431                                       | 7                         | 7                                      | Iraq: 814 km · Jordan: 744 km · Kuwait: 222 km · Oman: 676 km · Qatar: 60 km · Các tiểu vương quốc Ả Rập Thống nhất: 457 km · Yemen: 1,458 km |
| Sénégal | 2,640                                       | 5                         | 5                                      | Gambia: 740 km · Guinea: 330 km · Guiné-Bissau: 338 km · Mali: 419 km · Mauritanie: 813 km |
| Serbia | 2,027                                       | 8                         | 8                                      | Bosnia và Herzegovina (2): 302 km · Bulgaria: 318 km · Croatia: 241 km · Hungary: 241 km · Kosovo: 352 km · Macedonia: 62 km · Montenegro: 124 km · România: 476 km |
| Seychelles | 0                                           | 0                         | 0                                      | |
| Sierra Leone | 958                                         | 2                         | 2                                      | Guinea: 652 km · Liberia: 306 km |
| Singapore | 0                                           | 0                         | 0                                      | |
| Sint Maarten (Hà Lan) | 10.2                                        | 1                         | 1                                      | Saint Martin (Pháp): 10.2 km |
| Slovakia | 1,524                                       | 5                         | 5                                      | Áo: 91 km · Cộng hòa Séc: 215 km · Hungary: 677 km · Ba Lan: 444 km · Ukraina: 97 km |
| Slovenia | 1,334                                       | 4                         | 4                                      | Áo: 330 km · Croatia: 670 km · Ý: 232 km · Hungary: 102 km |
| Quần đảo Solomon | 0                                           | 0                         | 0                                      | |
| Somalia | 2,340                                       | 3                         | 3                                      | Djibouti: 58 km · Ethiopia: 1,600 km · Kenya: 682 km |
| Somaliland |                                             | 3                         | 3                                      | Djibouti: 58 km · Ethiopia · Somalia |
| Cộng hòa Nam Phi | 4,862                                       | 6                         | 6                                      | Botswana: 1,840 km · Lesotho: 909 km · Mozambique (2): 491 km · Namibia: 967 km · Swaziland: 430 km · Zimbabwe: 225 km |
| Nam Georgia và Quần đảo Nam Sandwich (Anh) | 0                                           | 0                         | 0                                      | |
| Nam Sudan | 4,797                                       | 6                         | 6                                      | Cộng hòa Trung Phi: 682 km · Cộng hòa Dân chủ Congo: 628 km · Ethiopia: 883 km · Kenya: 232 km · Sudan: 1,937 km · Uganda: 435 km |
| Tây Ban Nha | 1918                                        | 8                         | 5                                      | Andorra: 63.7 km · Pháp (3): 623 km · Gibraltar: 1.2 km · Bồ Đào Nha: 1,214 km · Maroc (3): 17 km |
| Sri Lanka | 0.1                                         | 1                         | 1                                      | Ấn Độ: 0.1 km |
| Sudan | 6,764                                       | 7                         | 7                                      | Cộng hòa Trung Phi: 483 km · Chad: 1,360 km · Ai Cập: 1,273 km · Eritrea: 605 km · Ethiopia: 723 km · Libya: 383 km · Nam Sudan: 1,937 km |
| Suriname | 1,707                                       | 2                         | 2                                      | Brazil: 597 km · Guiana thuộc Pháp: 510 km · Guyana: 600 km |
| Svalbard (Na Uy) | 0                                           | 0                         | 0                                      | |
| Swaziland | 535                                         | 2                         | 2                                      | Mozambique: 105 km · Cộng hòa Nam Phi: 430 km |
| Thụy Điển | 2,233                                       | 2                         | 2                                      | Phần Lan: 614 km · Na Uy: 1,619 km |
| Thụy Sĩ | 1,852                                       | 5                         | 5                                      | Áo (2): 164 km · Pháp: 573 km · Ý (2): 740 km · Liechtenstein: 41 km · Đức (2): 334 km |
| Syria | 2,253                                       | 5                         | 5                                      | Iraq: 605 km · Israel: 76 km · Jordan: 375 km · Liban: 375 km · Thổ Nhĩ Kỳ: 822 km |
| Đài Loan | 0                                           | 0                         | 0                                      | |
| Tajikistan | 3,651                                       | 4                         | 4                                      | Afghanistan: 1,206 km · Trung Quốc: 414 km · Kyrgyzstan (3): 870 km · Uzbekistan (2): 1,161 km |
| Tanzania | 3,861                                       | 8                         | 8                                      | Burundi: 451 km · Cộng hòa Dân chủ Congo: 459 km · Kenya: 769 km · Malawi: 475 km · Mozambique: 756 km · Rwanda: 217 km · Uganda: 396 km · Zambia: 338 km |
| Thailand | 4,863                                       | 4                         | 4                                      | Myanmar: 1,800 km · Campuchia: 803 km · Lào: 1,754 km · Malaysia: 506 km |
| Togo | 1,647                                       | 3                         | 3                                      | Bénin: 644 km · Burkina Faso: 126 km · Ghana: 877 km |
| Tokelau (New Zealand) | 0                                           | 0                         | 0                                      | |
| Tonga | 0                                           | 0                         | 0                                      | |
| Transnistria |                                             | 2                         | 2                                      | Moldova · România |
| Đảo Tromelin (Pháp) | 0                                           | 0                         | 0                                      | |
| Trinidad và Tobago | 0                                           | 0                         | 0                                      | |
| Tunisia | 1,424                                       | 2                         | 2                                      | Algérie: 965 km · Libya: 459 km |
| Thổ Nhĩ Kỳ | 2,648                                       | 8                         | 8                                      | Armenia: 268 km · Azerbaijan: 9 km · Bulgaria: 240 km · Georgia: 252 km · Hy Lạp: 206 km · Iran: 499 km · Iraq: 352 km · Syria: 822 km |
| Turkmenistan | 3,736                                       | 4                         | 4                                      | Afghanistan: 744 km · Iran: 992 km · Kazakhstan: 379 km · Uzbekistan: 1,621 km |
| Quần đảo Turks và Caicos (Anh) | 0                                           | 0                         | 0                                      | |
| Tuvalu | 0                                           | 0                         | 0                                      | |
| Uganda | 2,698                                       | 5                         | 5                                      | Cộng hòa Dân chủ Congo: 765 km · Kenya: 933 km · Rwanda: 169 km · Nam Sudan: 435 km · Tanzania: 396 km |
| Ukraina | 4,663                                       | 8                         | 7                                      | Belarus: 891 km · Hungary: 103 km · Moldova: 939 km · Ba Lan: 526 km · România (2): 531 km · Nga: 1,576 km · Slovakia: 97 km |
| Các tiểu vương quốc Ả Rập Thống nhất | 867                                         | 4                         | 2                                      | Oman (3): 410 km · Ả Rập Xê Út: 457 km |
| Liên hiệp Vương quốc Anh và Bắc Ireland | 360                                         | 1                         | 1                                      | Ireland: 360 km |
| Liên hiệp Vương quốc Anh và Bắc Ireland (cộng với lãnh thổ hải ngoại của Anh và sự phụ thuộc của Crown) bao gồm: · → Akrotiri và Dhekelia · → Anguilla · → Bermuda · → Lãnh thổ Ấn Độ Dương thuộc Anh · → Quần đảo Virgin thuộc Anh · → Quần đảo Cayman · → Quần đảo Falkland · → Gibraltar · → Guernsey · → Đảo Man · → Jersey · → Montserrat · → Quần đảo Pitcairn · → Saint Helena, Ascension và Tristan da Cunha · → Nam Georgia và Quần đảo Nam Sandwich · → Quần đảo Turks và Caicos | 513                                         | 7                         | 3                                      | Síp (5): 152 km · Ireland: 360 km · Tây Ban Nha: 1.2 km |
| Hoa Kỳ | 12,034                                      | 3                         | 2                                      | Canada (2): 8,893 km · México: 3,141 km |
| Quần đảo Virgin thuộc Mỹ | 0                                           | 0                         | 0                                      | |
| Uruguay | 1,564                                       | 2                         | 2                                      | Argentina: 579 km · Brazil: 985 km |
| Uzbekistan | 6,221                                       | 5                         | 5                                      | Afghanistan: 137 km · Kazakhstan: 2,203 km · Kyrgyzstan (6): 1,099 km · Tajikistan (2): 1,161 km · Turkmenistan: 1,621 km |
| Vanuatu | 0                                           | 0                         | 0                                      | |
| Thành Vatican | 3.2                                         | 1                         | 1                                      | Ý: 3.2 km |
| Venezuela | 4,993                                       | 3                         | 3                                      | Brazil: 2,200 km · Colombia: 2,050 km · Guyana: 743 km |
| Việt Nam | 4,639                                       | 3                         | 3                                      | Campuchia: 1,228 km · Trung Quốc: 1,281 km · Lào: 2,130 km |
| Đảo Wake (Mỹ) | 0                                           | 0                         | 0                                      | |
| Wallis và Futuna (Pháp) | 0                                           | 0                         | 0                                      | |
| Bờ Tây (Lãnh thổ Palestine) | 404                                         | 2                         | 2                                      | Israel: 307 km · Jordan: 97 km |
| Tây Sahara | 404                                         | 3                         | 3                                      | Algérie: 42 km · Mauritanie: 1,561 km · Maroc: 443 km |
| Yemen | 1,746                                       | 2                         | 2                                      | Oman: 288 km · Ả Rập Xê Út: 1,458 km |
| Zambia | 5,667                                       | 8                         | 8                                      | Angola: 1,111 km · Botswana: 0.15 km · Cộng hòa Dân chủ Congo: 1,930 km · Malawi: 837 km · Mozambique: 419 km · Namibia: 233 km · Tanzania: 338 km · Zimbabwe: 797 km |
| Zimbabwe | 3,066                                       | 4                         | 4                                      | Botswana: 813 km · Mozambique: 1,231 km · Cộng hòa Nam Phi: 225 km · Zambia: 797 km |

## Cực đại
- Biên giới đất liền dài nhất giữa 2 nước:  Canada –  Hoa Kỳ: 8,891 km[26] (Biên giới Canada - Hoa Kỳ).
- Đoạn dài nhất của biên giới đất liền:  Kazakhstan –  Nga: 6,846 km,  Canada –  Hoa Kỳ:[75] 6,414 km,  Argentina –  Chile: 5,150 km.
- Biên giới đất liền ngắn nhất giữa 2 nước:  Botswana –  Zambia: 150 m gần Kazungula,  Gibraltar –  Tây Ban Nha: 1.2 km,  Ý –   Thành Vatican: 3.2 km.
- Đoạn ngắn nhất của biên giới đất liền:  Maroc –  Tây Ban Nha: 87 m tại Peñón de Vélez de la Gomera,  Botswana –  Zambia: 150 m,  Gibraltar –  Tây Ban Nha: 1.2 km,  Ý –   Thành Vatican: 3.2 km.
- Most separate segments of land borders between any two countries or territories:  Bangladesh –  Ấn Độ: 199 [76]  ·   Trung Quốc –  Ấn Độ: 3 [77]  ·   Oman -  Các Tiểu vương quốc Ả Rập Thống nhất: 3  ·   Tây Ban Nha –  Maroc: 3.
- Quốc gia tiếp giáp với nhiều nước nhất:  Nga: 14  ·   Trung Quốc: 14.